# Eric Lombardi
Eric Lombardi (Torino, 1º febbraio 1993) è un cestista italiano.

## Carriera
Cresciuto nelle giovanili della Pallacanestro Biella, ha esordito in campo in prima squadra nella Serie A 2011-2012, disputando complessivamente 23 partite stagionali. Nelle due stagioni precedenti aveva collezionato 16 presenze a referto. Nell'estate 2012 è passato in prestito al Basket Brescia Leonessa in Legadue 2012-2013.
Nella stagione 2013/2014 ritorna a casa Pallacanestro Biella dimostrando di essere uno dei protagonisti della stagione, l'anno successivo veste sempre i colori rosso blu ed il 6 gennaio 2015 partecipa all' All Star Game tenutosi al PalaBam di Mantova vincendo il premio di MVP della serata e la gara delle schiacciate. Nell'estate 2015 viene tesserato dal Pistoia Basket 2000.. Dopo un periodo di prova durato tre settimane il 6 dicembre 2017 firma per il Treviso Basket.. Il 10 luglio del 2019 fa ritorno alla Pallacanestro Biella dopo oltre quattro anni. Il 12 giugno 2020 viene ingaggiato da Napoli. Il 5 maggio 2022 si accasa con il Treviglio e a luglio prolunga di un anno il suo contratto. Il 10 luglio 2023 approda a Brindisi. Il 21 giugno firma un ingaggio biennale con la V.L. Pesaro e torna alla corte di Stefano Sacripanti che lo aveva allenato a Napoli.

## Palmarès

### Club

#### Competizioni nazionali
- Coppa Italia LNP: 3

Pallacanestro Biella: 2014
Universo Treviso Basket: 2019
GeVi Napoli: 2021
- Campionato serie A2 LNP: 2

Universo Treviso Basket: 2017-2019
GeVi Napoli: 2020-2021

#### Nazionale
- Europei Under-20: 1

 Estonia 2013